# Reczyce, West Pomeranian Voivodeship
Reczyce [rɛˈt͡ʂɨt͡sɛ] (tiếng Đức: Kutzdorfer Eisenhammer) là một ngôi làng thuộc khu hành chính của Gmina Boleszkowice, thuộc quận Myślibórz, West Pomeranian Voivodeship, ở phía tây bắc Ba Lan, gần biên giới Đức.